# Gleichnis vom ungerechten Haushalter

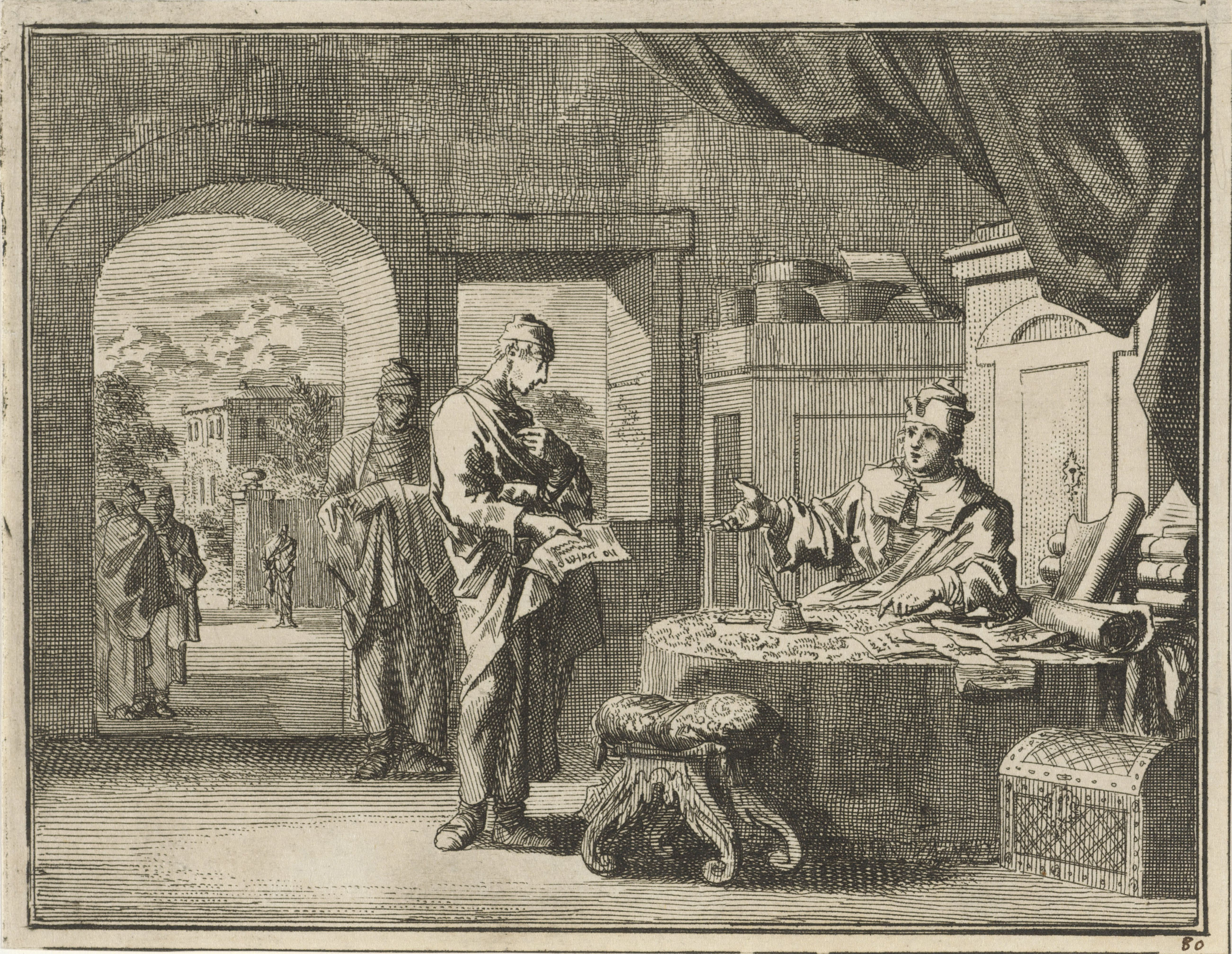
Darstellung des Gleichnisses in einer Radierung Jan Luykens

Das Gleichnis vom ungerechten Haushalter (auch: Gleichnis vom klugen Verwalter oder Gleichnis vom untreuen Verwalter) ist ein Gleichnis Jesu, das als Sondergut im Evangelium nach Lukas steht. 

## Wortlaut
„Er sprach aber auch zu den Jüngern: Es war ein reicher Mann, der hatte einen Verwalter; der wurde bei ihm beschuldigt, er verschleudere ihm seinen Besitz. Und er ließ ihn rufen und sprach zu ihm: Was höre ich da von dir? Gib Rechenschaft über deine Verwaltung; denn du kannst hinfort nicht Verwalter sein. Der Verwalter sprach bei sich selbst: Was soll ich tun? Mein Herr nimmt mir das Amt; graben kann ich nicht, auch schäme ich mich zu betteln. Ich weiß, was ich tun will, damit sie mich in ihre Häuser aufnehmen, wenn ich von dem Amt abgesetzt werde. Und er rief zu sich die Schuldner seines Herrn, einen jeden für sich, und fragte den ersten: Wie viel bist du meinem Herrn schuldig? Er sprach: Hundert Eimer Öl. Und er sprach zu ihm: Nimm deinen Schuldschein, setz dich hin und schreib flugs fünfzig. Danach fragte er den zweiten: Du aber, wie viel bist du schuldig? Er sprach: Hundert Sack Weizen. Und er sprach zu ihm: Nimm deinen Schuldschein und schreib achtzig. Und der Herr lobte den ungetreuen Verwalter, weil er klug gehandelt hatte; denn die Kinder dieser Welt sind unter ihresgleichen klüger als die Kinder des Lichts.“

## Deutung
Der Verwalter ist auch in den Augen Jesu ein Betrüger. Durch das klare Erkennen der eigenen Situation und das daraus folgende Handeln wird er jedoch zum Vorbild. Das Lob des Verhaltens des Verwalters erfolgt um dieser Eigenschaften willen. Im Schlusssatz kommt der Wunsch Jesu zum Ausdruck, dass auch seine Anhänger die Situation so klar erkennen und entsprechend handeln. Das Gleichnis fordert gerade durch seinen provozierenden Inhalt zur Umkehr angesichts der kommenden Gottesherrschaft auf. Die Aufforderung an die Zuhörer wird im folgenden Vers konkretisiert („Und ich sage euch: Macht euch Freunde mit dem ungerechten Mammon, damit, wenn er zu Ende geht, sie euch aufnehmen in die ewigen Hütten.“ Lk 16,9 ). Der eigene Besitz soll an die Armen verteilt werden, um sich so bei ihnen, die als erste Teilhabe am Reich Gottes haben sollen, Freunde zu schaffen.